# Hjalmar en Ingeborg

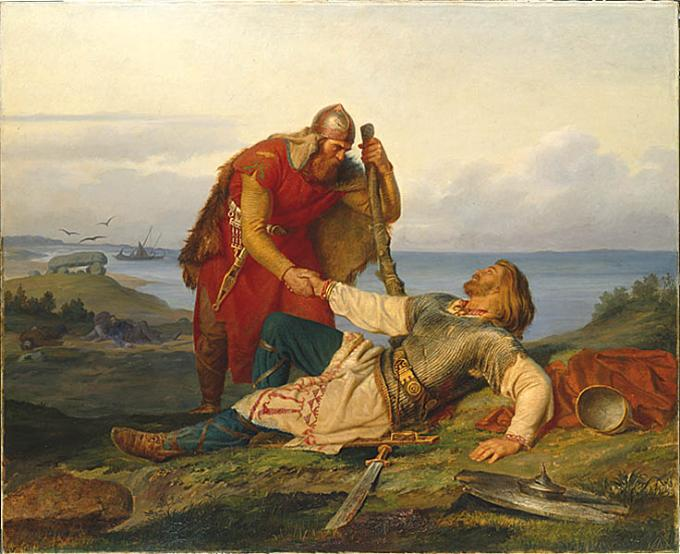
Orvar-Odd neemt afscheid van zijn bloedbroeder Hjälmar na de strijd op Samsø

Hjalmar en Ingeborg waren een legendarisch Zweeds koppel uit de Noordse mythologie. De mannelijke hoofdrolspeler Hjalmar en zijn duel om Ingeborg komt voor in de Hervarar saga, in de sage van Orvar-Odd, in de Gesta Danorum, de Hyndluljóð en een aantal ballades uit de Faeröer. Hjalmar had nog nooit een gevecht verloren tot hij de berserker Angantyr en zijn vervloekte zwaard Tyrfing tegenkwam

## Een verhaal van twee helden
Hjalmar was een van de lijfwachten van koning Yngvi in Uppsala. Prinses Ingeborg en Hjalmar waren verliefd op elkaar, maar de koning wilde niet dat hij met haar zou trouwen, omdat hij hoopte op iemand met een betere stamboom.
De reputatie van Hjalmar als een groot en moedig krijger was wijd bekend, tot de uiterste hoeken van Noorwegen, waar de Noorse held Orvar-Odd voelde dat hij zijn kracht moest testen tegen die van Hjalmar. Zo zeilden Orvar-Odd met vijf schepen en Hjalmar met vijftien schepen op elkaar af. Hjalmar kon deze ongelijkheid in kracht niet verdragen en stuurde tien van zijn eigen schepen weg, zodat het gelijk opging. De krijgers vochten twee dagen, maar niemand won. Uiteindelijk beseften ze dat ze elkaars gelijke waren en besloten om een bloedbroederschap af te sluiten onder een graszode die  omhooggehouden werd door een speer. Daarna werd de graszode teruggelegd met een hoop eden en gezang. Orvar-Odd vergezelde Hjalmar terug naar Uppsala, waar hij al snel de gevoelens van zijn vriend voor Ingeborg opmerkte. Orvar-Odd bood zijn hulp aan om Hjalmar samen met Ingeborg te laten vluchten, maar Hjalmar wees dit af en leed geduldig tot er een aanbidder kwam die hij niet kon tolereren.

## De zonen vanArngrim
Verder in het zuiden, op Bolmsö, leefde de berserker Arngrim samen met zijn twaalf zonen. Deze berserkers werden in het hele Noorden gevreesd. De oudste zoon was een kop groter dan de rest en zijn naam was Angantyr. Hij was het die het zwaard Tyrfing, dat vervloekt was door zijn makers, van zijn vader had geërfd. De tweede zoon was Hjörvard. Op een midwinterdag, toen iedereen aan het opscheppen was over wat ze het volgende jaar zouden bereiken, verklaarde Hjörvard dat hij met prinses Ingeborg uit Uppsala zou trouwen.

## Het huwelijksvoorstel
In de lente kwamen de twaalf zonen aan in Uppsala en Hjörvard vroeg om de hand van Ingeborg. Dit kon Hjalmar niet tolereren. Hij zei dat hij het meer verdiende om met haar te trouwen, dan een of andere vreemde berserker. De koning, die zich ongemakkelijk voelde met twaalf berserkers in zijn hal, verklaarde dat hij onmogelijk kon kiezen tussen twee grote mannen en liever zou hebben dat Ingeborg zelf een keuze zou maken. Natuurlijk koos Ingeborg voor Hjalmar. Hjörvard kon dit niet accepteren en daagde Hjalmar uit voor een gevecht op Samsø, en dreigde ermee dat hij zijn eer zou verliezen als hij niet kwam opdagen.

## Het duel opSamsø
Op de afgesproken dag kwamen Hjalmar en Orvar-Odd aan te Munarvágr op Samsø en stapten direct het strand op, op zoek naar hun tegenstanders. Ze vonden al snel de verspreide lichamen van hun bemanningsleden, die afgeslacht waren door de twaalf berserkers tijdens hun afwezigheid. Orvar-Odd ging direct naar het woud en sneed daar een enorme knuppel (volgens Saxo sneed hij het uit een roer), waarna de twee hun zoektocht naar de twaalf vervolgden.
Orvar-Odd droeg een maliënkolder die door niets doorboord kon worden (zie mithril). Hij stelde voor dat hij het opnam tegen Angantyr, die het vervloekte zwaard Tyrfing droeg, maar Hjalmar stond erop om dit zelf te doen. Orvar-Odd had al snel met Hjörvard en tien van de broers afgerekend, en ging op zoek naar Hjalmar. Hij vond Angantyr dood, maar Hjalmar zat op een heuvel bedekt met bloemen, dodelijk gewond door Tyrfing. Hjalmar was aan het zingen over zijn naderende dood en over Ingeborg.

## Naspel
Orvar-Odd begroef al de gevallenen in grafheuvels, samen met Tyrfing, zodat het geen tweede en derde kwaad zou kunnen doen. Hij zeilde terug naar Uppsala met het lichaam van Hjalmar. Hij bracht de ring van Hjalmar naar Ingeborg, die bij de eerste blik op de ring dood neerviel. De twee geliefden werden samen begraven.